# Mastixis bisignalis
Mastixis bisignalis är en fjärilsart som beskrevs av Walker 1862. Mastixis bisignalis ingår i släktet Mastixis och familjen nattflyn. Inga underarter finns listade i Catalogue of Life.